# Бели Хрвати
Бели Хрвати (укр. Білі Хорвати) су били једно од словенских племена, које је насељавало подручје данашње Пољске и западне Украјине. У 7. веку, један део ових Хрвата се преселио на Балкан (видети чланак: Хрвати). Бели Хрвати су очували своју политичку независност све до 11. века. Земља коју су насељавали називала се Бела Хрватска.

## Име
Према П. Ј. Шафарику, реч Хрват је изведена од западнословенске речи hrъbъtъ — „горје” (укр. хребет или гірський хребет, рус. хребет или горный хребет), што би значило они који живе на горју. Такође, према Повести минулих лета, једном од најстаријих словенских основних извора, наведено је да су Бели Хрвати тако названи по области коју су населили. Ова теза добија на значају ако се има у виду да се Бела Хрватска налазила на Карпатима у пограничном подручју данашње Пољске, Чешке, Словачке и Украјине. Реч Бели у имену Белих Хрвата је везан за начин обележавања страна света код Старих Словена, они су север обележавали белом, запад црвеном, југ црном и исток зеленом бојом, отуда у имену Белих Хрвата реч Бели има значење северни.